# Trakt środkowogalicyjski

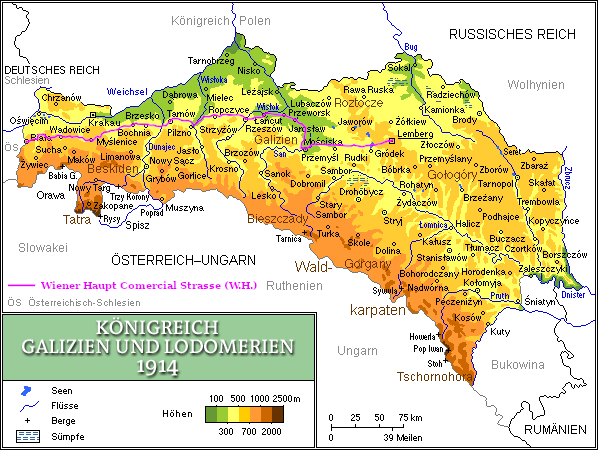
     Trakt środkowogalicyjski

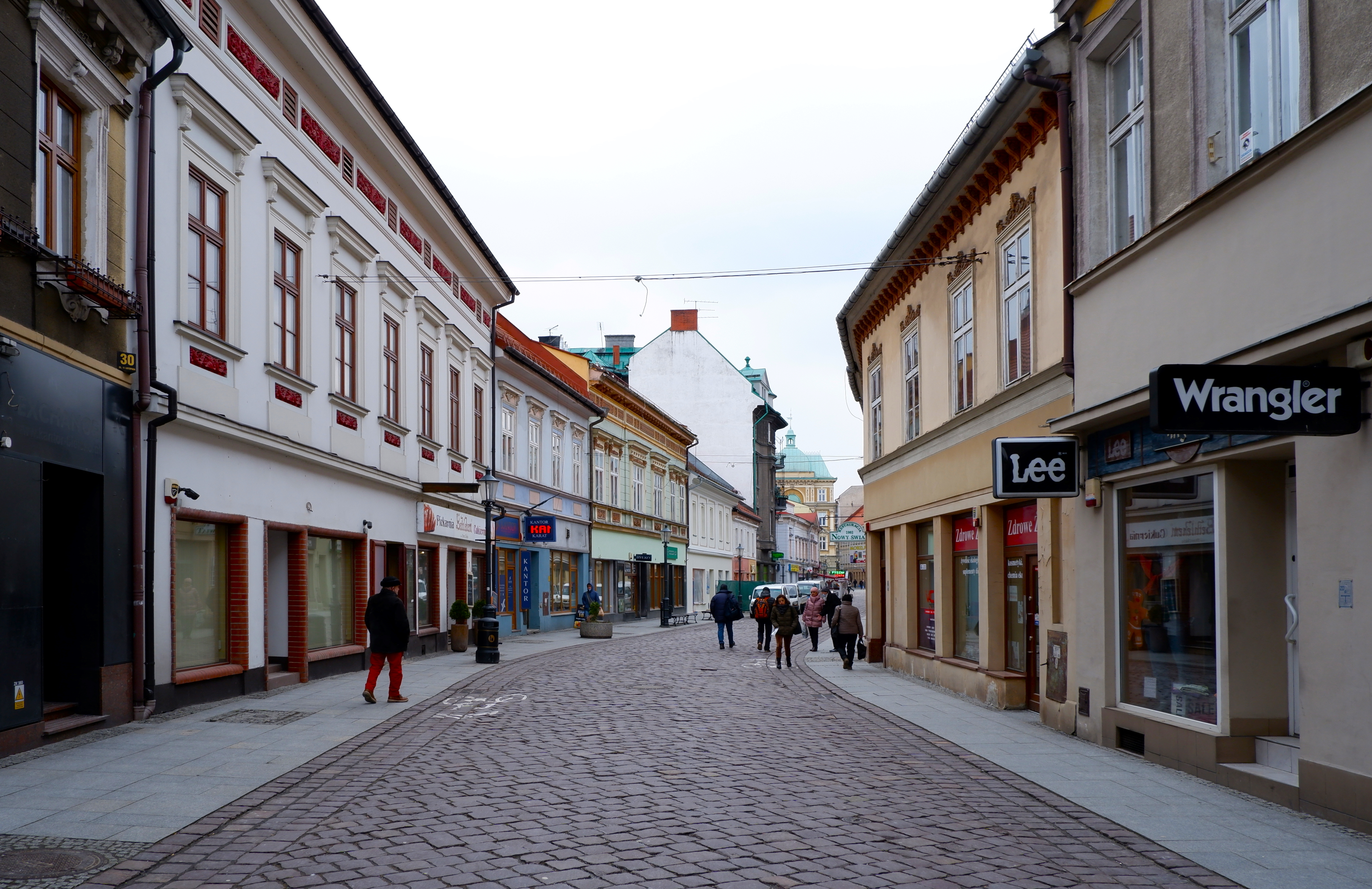
Ulica 11 Listopada w Bielsku-Białej. W XVIII i XIX wieku stanowiła część traktu środkowogalicyjskiego

Pierwsza Galicyjska Szosa Pocztowo-Handlowa, zwyczajowo trakt środkowogalicyjski, trakt wiedeński, trakt/gościniec cesarski (niem. Kaiser-Chaussee, Wiener Postroute, Wiener Haupt Comercial Strasse, na mapach najczęściej oznaczana skrótem W.H.) – galicyjski cesarski trakt drogowy, budowany od 1780 do 1785 przez habsburską Austrię o długości 54 pocztowych mil austriackich (ok. 400 km).

## Historia
Trakt ten powstał tylko częściowo na bazie istniejącego już Szlaku Solnego, którym podążali kupcy z Wieliczki i Bochni na Morawy i do Czech. Droga ta była jednak fatalnej jakości i okresowo nie była przejezdna, o czym przekonał się cesarz Józef II podczas wizyty na przełomie lipca i sierpnia 1773. Stało się oczywistym, że w celu lepszego powiązania nowo zyskanej prowincji z resztą monarchii będzie trzeba zapewnić komunikację w ciągu całego roku.
Jeszcze zanim rozpoczęto roboty budowlane uruchomiono 1 czerwca 1773 pocztę konną ordynaryjną (pocztylion) między Brnem a Lwowem, a 23 maja 1775 pocztę dyliżansową, kursującą z początku co 2 tygodnie.
Pomiary kartograficzne ukończono w 1780 roku i rozpoczęto budowę drogi pod kierownictwem austriackiego inżyniera Johanna Grossa, o dotąd niespotykanej w Polsce jakości: utwardzonej czterema warstwami tłucznia lub żwiru o grubości 0,5 m. Pierwszy odcinek z Białej (z drugim mostem na rzece Białej) i dalej przez Kęty, Andrychów, Wadowice, Myślenice, Gdów do Bochni otwarto 20 kwietnia 1781. W latach 1782–1785 ukończono budowę tzw. Drogi Cesarskiej na Śląsku Cieszyńskim (na linii Frydek - Cieszyn - Skoczów - Bielsko), podobnie jak pozostały odcinek drogi przez Brzesko, Tarnów, Ropczyce, Rzeszów, Przeworsk, Jarosław, Przemyśl, Gródek do Lwowa, którego otwarcie nastąpiło 1 maja 1785. 
Droga omijała z południa jeszcze zagraniczny Kraków, który do Austrii przyłączony został podczas III rozbioru Polski. Naprzeciw niego postanowiono założyć miasto Podgórze, do którego pod koniec XVIII wieku otwarto odnogę z Izdebnika zwaną krakowskim traktem komunikacyjnym o długości 6 mil austriackich (ok. 45 km) łączący się ponownie z traktem wiedeńskim w Gdowie. W latach 1784–1788 wybudowano również skrót z Andrychowa przez przełęcz Kocierską, Żywiec i przez Węgry (obecne tereny słowackie), który skrócił drogę z Krakowa do Wiednia o 52 kilometry, czyli o 1 dzień.
Szlak ten przyczynił się do rozwoju gospodarczego Galicji, m.in. znajdującej się na jej początku Białej, która wraz z Bielskiem jeszcze w pierwszej połowie XIX wieku rozwinęła się do trzeciego największego ośrodka przemysłu włókienniczego w Przedlitawii (obok Brna i Liberca).
W latach 1818 do 1823, względnie do końca lat 30. XIX wieku, wybudowano równoległy trakt podkarpacki. W okresie autonomicznym zmieniono klasyfikację dróg na mocy ustawy drogowej z 16 sierpnia 1866. Trakt wiedeńsko-lwowski pozostał prawdopodobnie drogą państwową. W drugiej połowie XIX wieku odcinek od Białej do Radymna nazywany był traktem krakowskim, od Radymna do Przemyśla traktem dobromilskim, a od Przemyśla przez Gródek do Lwowa traktem przemyskim, dalej w kierunku Podola traktem podolskim.
Trakt stracił na znaczeniu po zbudowaniu w latach 1856-1861 linii kolejowej Kolei Galicyjskiej im. Karola Ludwika.